# Tirol
|  | Per a altres significats, vegeu «Tirol (desambiguació)». |

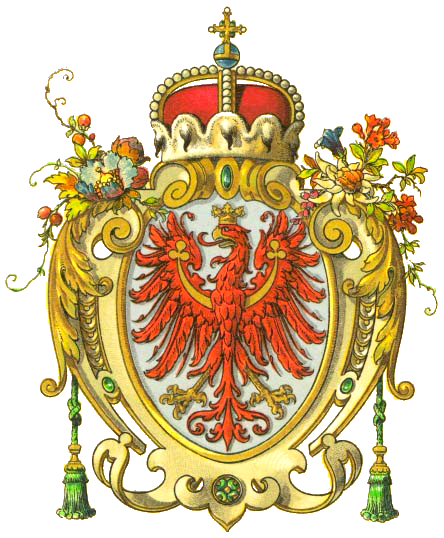
Antic escut d'armes del Tirol

El Tirol és una regió d'Europa, havia estat un comtat (comtat del Tirol), actualment dividida entre Àustria (estat del Tirol) i Itàlia (Trentino-Tirol del Sud). Té una extensió de 20.048 km² i una població d'1.169.309 habitants, la majoria dels quals parlen alemany. El Tirol (Tirolo en italià, Tirol en alemany) és una regió trilingüe (ladí, italià i alemany) que es troba a cavall dels Alps. Pren el seu nom del topònim del municipi de Tirol. A l'Edat Mitjana el Comtat del Tirol (Grafen von Tirol) tenia la seva seu al Castell de Tirol, actualment al municipi de Tirol proper a Merano. La capital de la regió (que amb el temps va esdevenir un comtat) va ser de seguida transferida pels Ausburg que n'adquiriren el control fins al segle xiv, primer a Merano, després a Innsbruck.

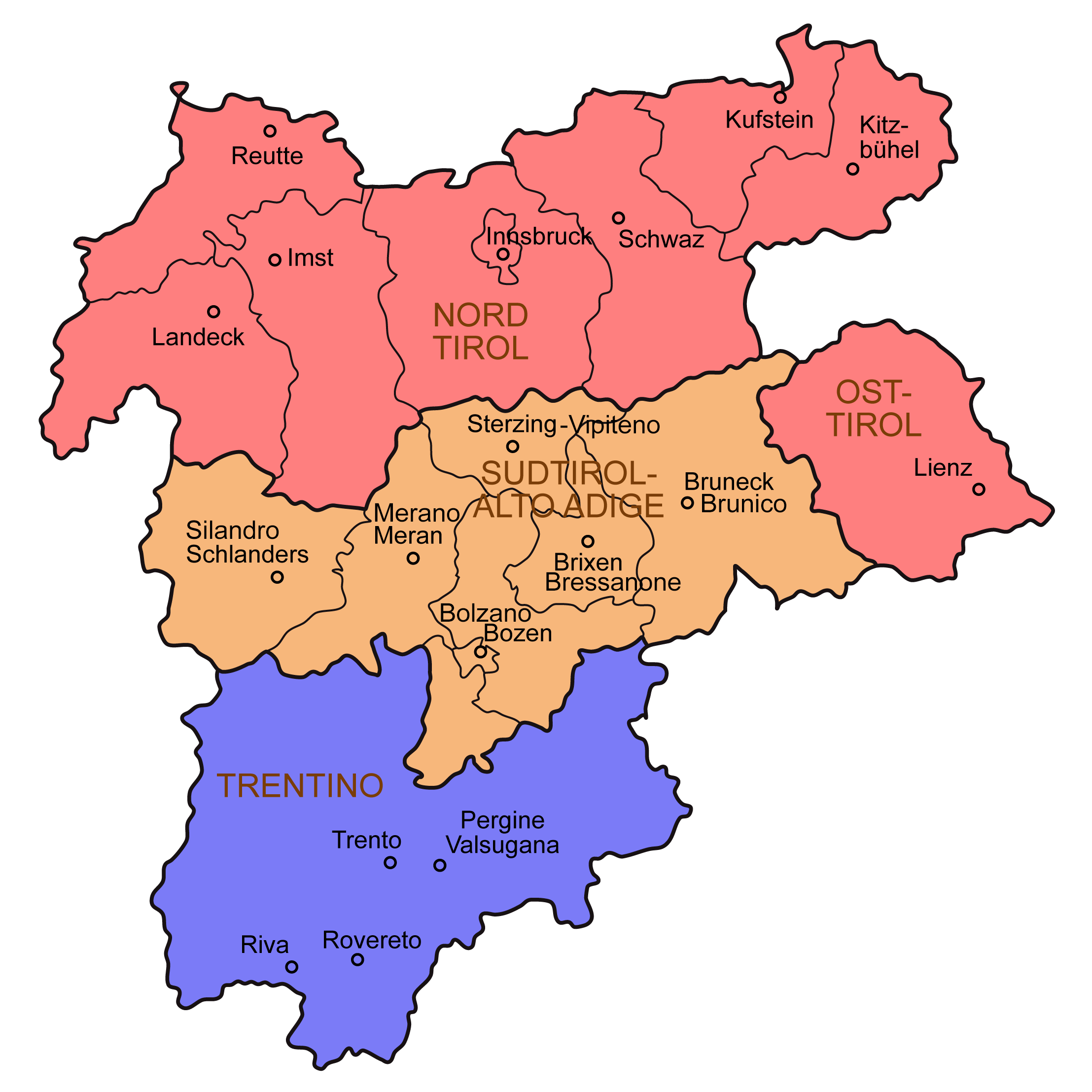
Regió europea de Tirol-Tirol del Sud-Trentino (regió històrica del Tirol)

El Tirol històric comprenia en l'Edat mitjana i la moderna el territori que avui constitueixen el Tirol austríac. l'Alto Adige (Südtirol) i el Trentino (Welschtirol). El 1815 la regió es va fusionar amb el comtat del Tirol dels Habsburg, després de la dissolució final del Principat de Brixen i el Principat Episcopal de Trento (aquest últim també es va dir en època dels Habsburg Welschtirol i de vegades fins i tot "Tirol italià" o "Tirol del Sud"), que de primer va ser autònom i després es va federar amb el Comtat del Tirol.
Després del 1815 el Comtat del Tirol dels Ausburg limitava amb:
- Al nord la Baviera (Alemanya)
- Al sud la Lombardia i el Veneto (Itàlia)
- A l'oest el Vorarlberg (Àustria), els Grisons (Suïssa) i la Lombardia (Itàlia)
- A l'est Salzburg, la Caríntia (Àustria) i Veneto (Itàlia)

La part meridional del Comtat dels Ausburgs del Tirol va ser annexada a Itàlia després de la Primera Guerra Mundial i comprenia també alguns municipis (comune) que van ser agregats al Vèneto: Pedemonte, Casotto (1929), Cortina d'Ampezzo, Livinallongo i Colle Santa Lucia (1923). l'any 2008 aquests municipis van votar en referèndum agregar-se a la regió del Trentino-Alto Adige/Südtirol. El 1934 els municipis del Trentino de Magasa i Valvestino es van agregar a la Província de Brescia.
A partir del 2011 la regió del Tirol és una institució formada com e Grup europeu de cooperació territorial (GECT).

## Història
Aquesta regió es troba a la zona de l'antiga Rètia, habitada pel poble dels Retis, romanitzada a partir del segle I aC.
Però la història pròpiament del Tirol va començar als segles centrals de l'Edat Mitjana, quan després de les invasions dels bàrbars, la vall del riu Inn, del riu Isarc, Rienza i de l'Adige van ser recolonitzades per gent bàvars i longobards.
El Tirol fou lliurat al regne de Baviera a causa del Tractat de Pressburg el 1805, causant la revolta d'Andreas Hofer en 1809 durant la Cinquena Coalició, retornant a mans austríaques en 1814 com a resultat del Congrés de Viena.